# Cornelis Veening
Cornelis Veening (Groningen, 1895 - Sils im Engadin, Zwitserland, 1976) was dieptepsycholoog en ademtherapeut.
Cornelis Veening is bekend geworden vanwege zijn onderzoek en leer op het gebied van de ademhalingstechniek. Veening is in zijn onderzoek sterk beïnvloed door de filosofieën van de dieptepsychologie en de lichaamsgerichte psychotherapie. Zijn ademtherapie gaat in op de ontwikkeling van het lichaam en de geest als een weg van binnen naar buiten, waarbij "de mens datgene wordt wat hij zijn wil."
Oorspronkelijk studeerde Veening zang, maar om gezondheidsredenen kwam hij in de dertiger jaren van de 20e eeuw in Berlijn terecht. Hier leerde hij Richard Heyer kennen, een student van Carl Gustav Jung. Deze ontmoeting luidde voor hem het begin is van zijn onderzoek op het gebied van de ademleer.
Cornelis Veening heeft zijn onderzoek naar de Innerlijke Adem niet op schrift gepubliceerd, waardoor veel van zijn bevindingen verloren zijn gegaan. Voor hem was belangrijk de adem niet van het belevingsmoment te scheiden. Daarover redeneerde hij: "Wanneer de adem zich aandient, is het helder." Veel van zijn nalatenschap komt daarom uit mondelinge overdrachten en enkele voordrachten uit 1947.
In de laatste jaren van zijn leven gaf hij les in Duitsland, Zwitserland, Nederland en Kreta. Hij overleed in Sils Maria in februari 1976.